# La noche de los girasoles
La noche de los girasoles es una película española producida por Alta Films en 2006. Fue el debut cinematográfico de Jorge Sánchez-Cabezudo, quien utilizó Angosto como título de producción. La película fue un éxito de crítica, siendo considerada una de las mejores producciones españolas del año 2006.

## Argumento
Pedro (Mariano Alameda) y Esteban (Carmelo Gómez) son dos espeleólogos que van a las montañas de Ávila para estudiar el hallazgo de una cueva. Les acompaña Gabi (Judith Diakhate) la novia de Esteban, a la salida de la gruta, pero cuando los chicos salen de la cueva se encuentran a Gabi aterrorizada, ya que casi ha sido violada por un extraño. Al conducir por un camino, se encuentran con un caminante, en ese momento la chica se pone muy nerviosa, y dan por sentado que ese señor es el culpable. Sin hacer ninguna pregunta, ni hablar nada, se produce un tiroteo, los protagonistas son alcanzados pero sin heridas graves. Esteban apuñala al hombre con un rastrillo y Pedro lo remata con la escopeta del hombre. Nadie oye los disparos.
Más tarde, ya de noche, se encuentran con un guardia civil, que es el yerno del jefe del cuartel, el cual salía de un encuentro con una amante suya, y les sugiere hacer desaparecer el cuerpo y comprar su silencio. Llegan a un acuerdo gracias a que Gabi ofrece 90000€. Dejan el cadáver en la cueva que antes exploraron.
Otro vecino llega a ver el cuerpo muerto del hombre tiroteado por pedro, en un momento de la noche en el que, contra todo pronóstico, no había nadie en la casa. Va a denunciar este hecho al cuartel, pero nadie le cree.
El jefe del cuartel, Amadeo, suegro del guardia que se dejó sobornar por su silencio, comienza a investigar la desaparición del hombre asesinado por los espeleólogos. En este momento, tanto los protagonistas como el guardia civil, guardan las apariencias, ya que Gabi nunca llega a denunciar el asalto que sufre en la primera escena de la película, y deben disimular que fueron ellos los que escondieron el cuerpo. 
Finalmente, Amadeo descubre el complot en la siguiente noche, ya que sigue al guardia civil hasta la reunión donde le iban a dar el dinero. Tira el dinero a una hoguera y comenta que se ha jubilado del cuerpo. La película termina enseñándonos a todos los vecinos, y al verdadero autor de la agresión a Gabi, mientras suena una canción.

## Producción
La película está rodada en los alrededores de Béjar, en las provincias de Salamanca y Ávila.
Las escenas en las que aparecen descendiendo a la cueva están rodadas en la Cueva del aire, Patones.
En la película suena, interpretada por Antonio Machín, la canción "Un compromiso", compuesta por Gregorio García Segura.

## Premios y nominaciones
Medallas del Círculo de Escritores Cinematográficos 2006
| Categoría              | Persona                | Resultado |
| ---------------------- | ---------------------- | --------- |
| Mejor película         | Mejor película         | Nominada  |
| Mejor director         | Jorge Sánchez-Cabezudo | Nominado  |
| Mejor actor            | Carmelo Gómez          | Ganador   |
| Mejor actor secundario | Celso Bugallo          | Nominado  |
| Mejor guion original   | Jorge Sánchez-Cabezudo | Nominado  |
| Mejor fotografía       | Ángel Iguácel          | Nominado  |
| Mejor montaje          | Pedro Ribeiro          | Nominado  |
| Premio revelación      | Jorge Sánchez-Cabezudo | Ganador   |

51.ª edición de los Premios Sant Jordi de Cinematografía
| Categoría         | Resultado |
| ----------------- | --------- |
| Mejor ópera prima | Ganadora  |